# Pichne
Pichne (ukr. Пихні, Pychni) – wieś (obec) na Słowacji położona w kraju preszowskim, w powiecie Snina. Pierwsze wzmianki o miejscowości pochodzą z 1312 roku.
Według danych z dnia 31 grudnia 2012 roku, wieś zamieszkiwały 574 osoby, w tym 308 kobiet i 266 mężczyzn.
W 2001 roku rozkład populacji względem narodowości i przynależności etnicznej wyglądał następująco:
- Słowacy – 64,65%
- Rusini – 19,6%
- Ukraińcy – 13,55%

Ze względu na wyznawaną religię struktura mieszkańców kształtowała się w 2001 roku następująco:
- Katolicy rzymscy – 20,7%
- Grekokatolicy – 38,83%
- Ewangelicy – 0,37%
- Prawosławni – 35,35%
- Ateiści – 2,01%
- Przedstawiciele innych wyznań – 0,55%
- Nie podano – 1,83%